# Église Saint-Vincent d'Urrugne
L'église Saint-Vincent est l'église catholique de la commune d’Urrugne, dans le département français des Pyrénées-Atlantiques. Elle est dédiée au diacre martyr saint Vincent et dépend pour le culte du diocèse de Bayonne.

## Présentation
L'église d'Urrugne est une église de la Renaissance, dans un style espagnol. On y retrouve des meurtrières à mousquets.
Un bénitier et une chaire à prêcher sont inscrits à l'inventaire du ministère de la Culture.
Le grand orgue a été ajouté en 2009.
L'édifice fait l’objet d’une inscription au titre des monuments historiques depuis le 19 mai 1925.
Le porche est orné d'un cadran solaire sur lequel on peut lire la maxime latine Vulnerant Omnes Ultima Necat (« toutes blessent, la dernière tue »).

## Galerie d'images

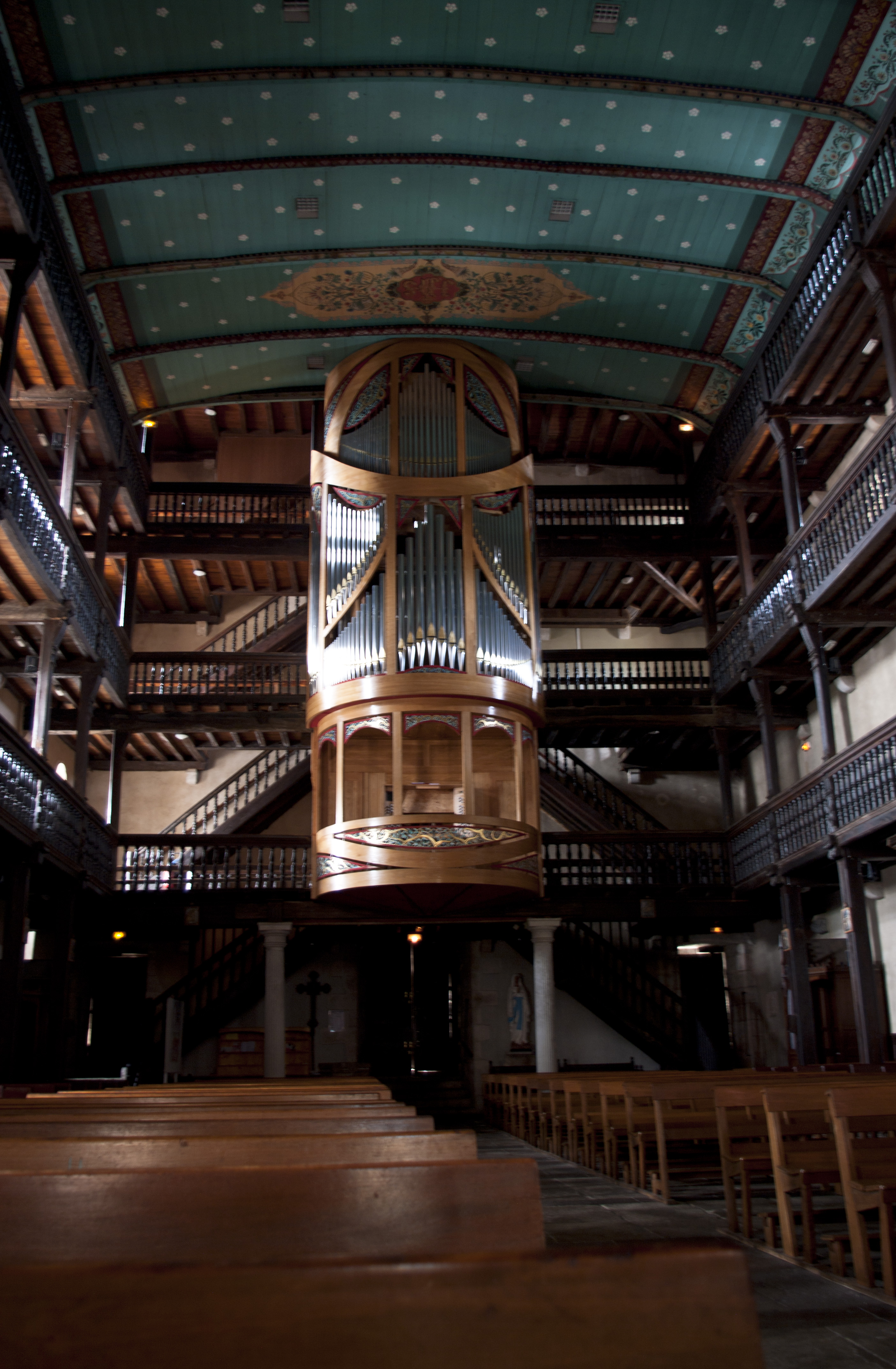
L'orgue.
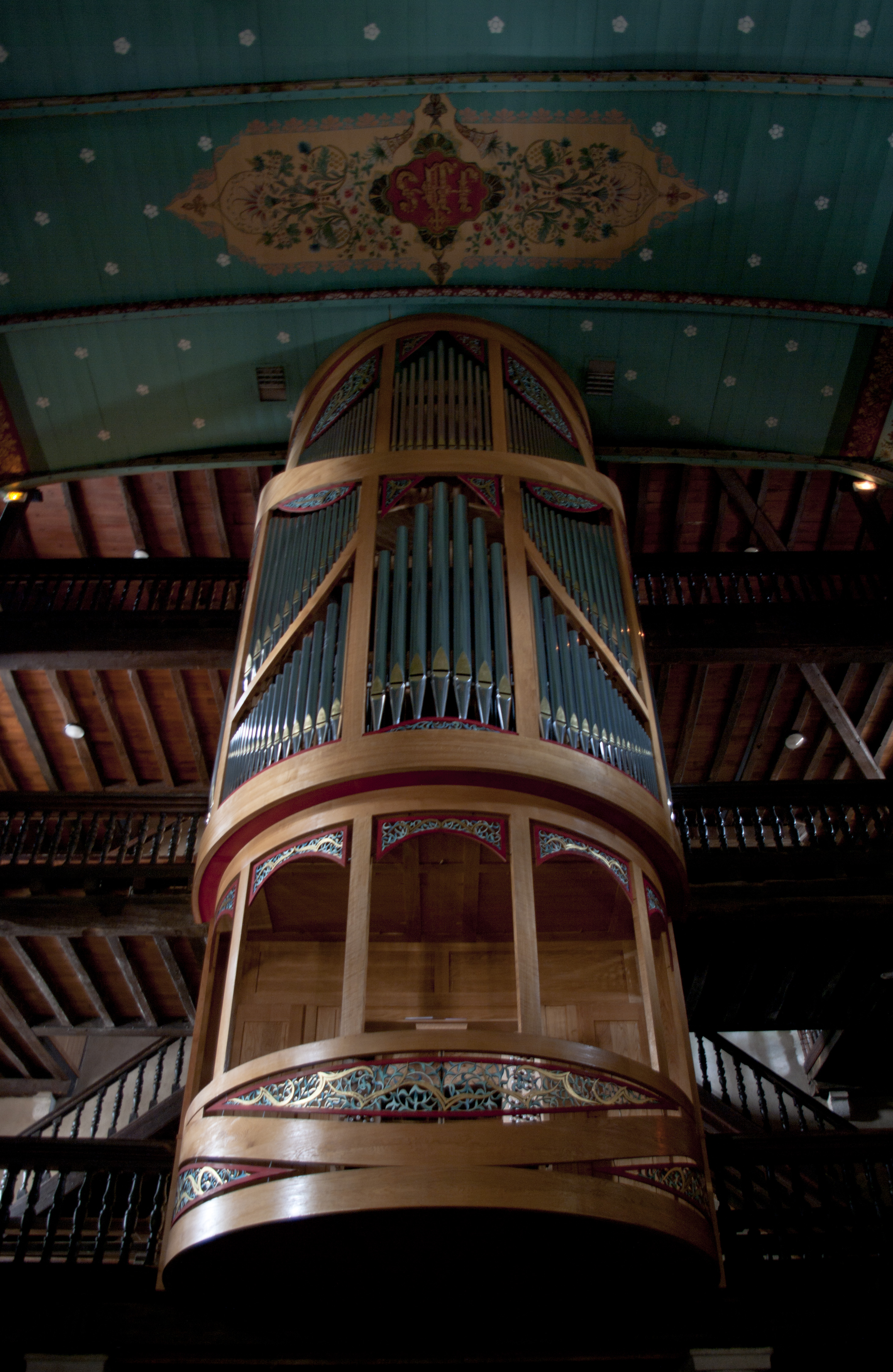
L'orgue.
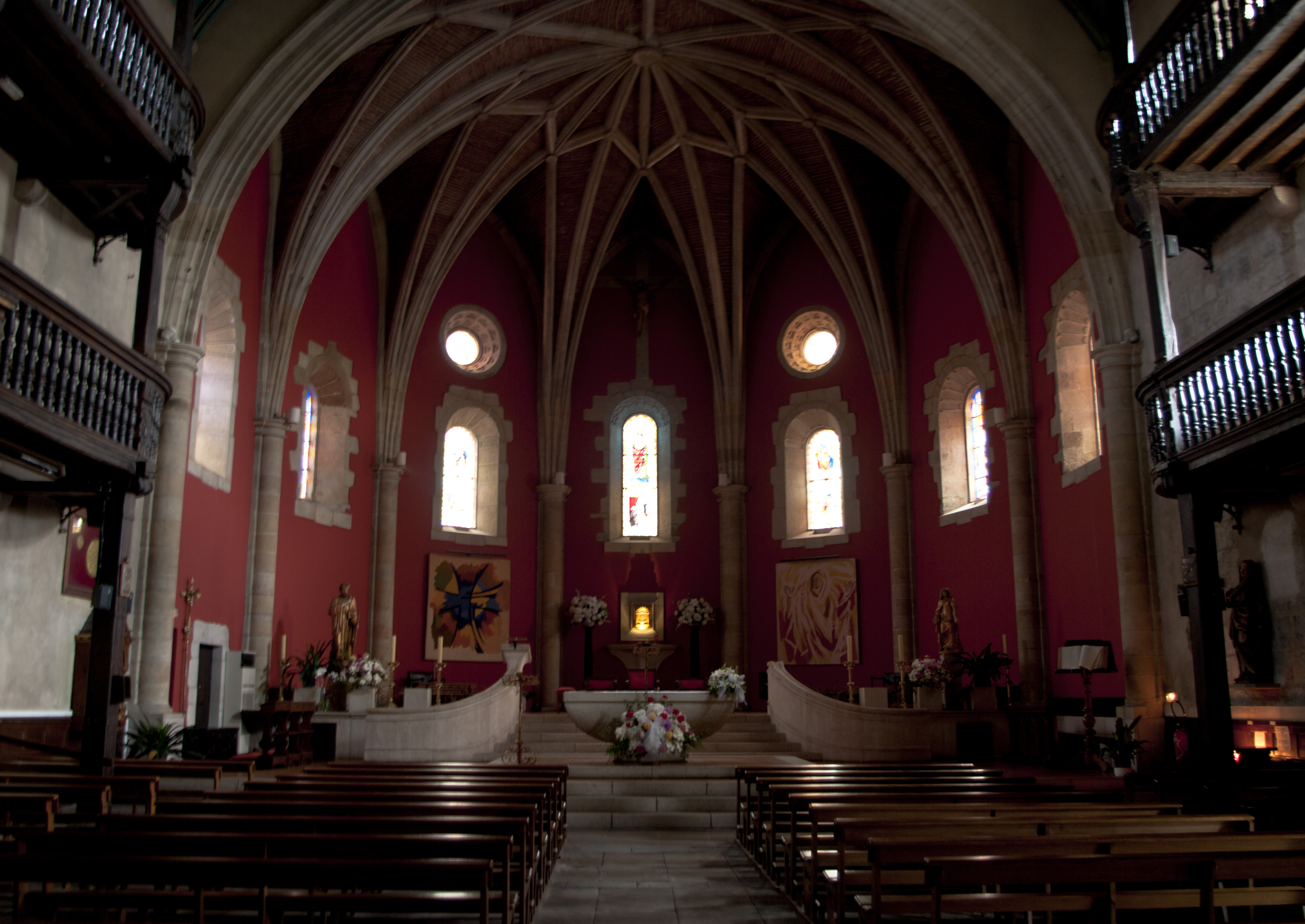
Le chœur.
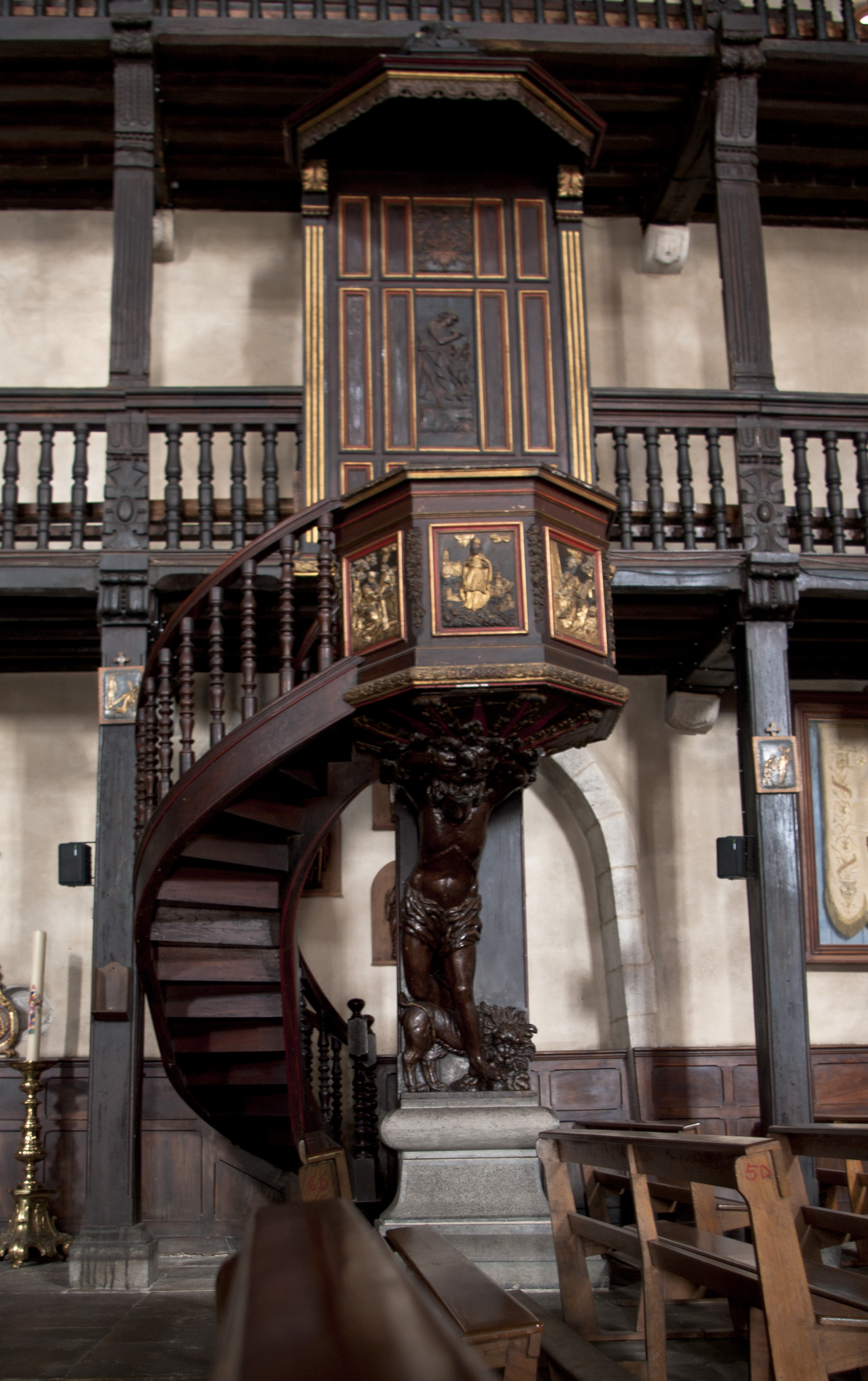
La chaire.
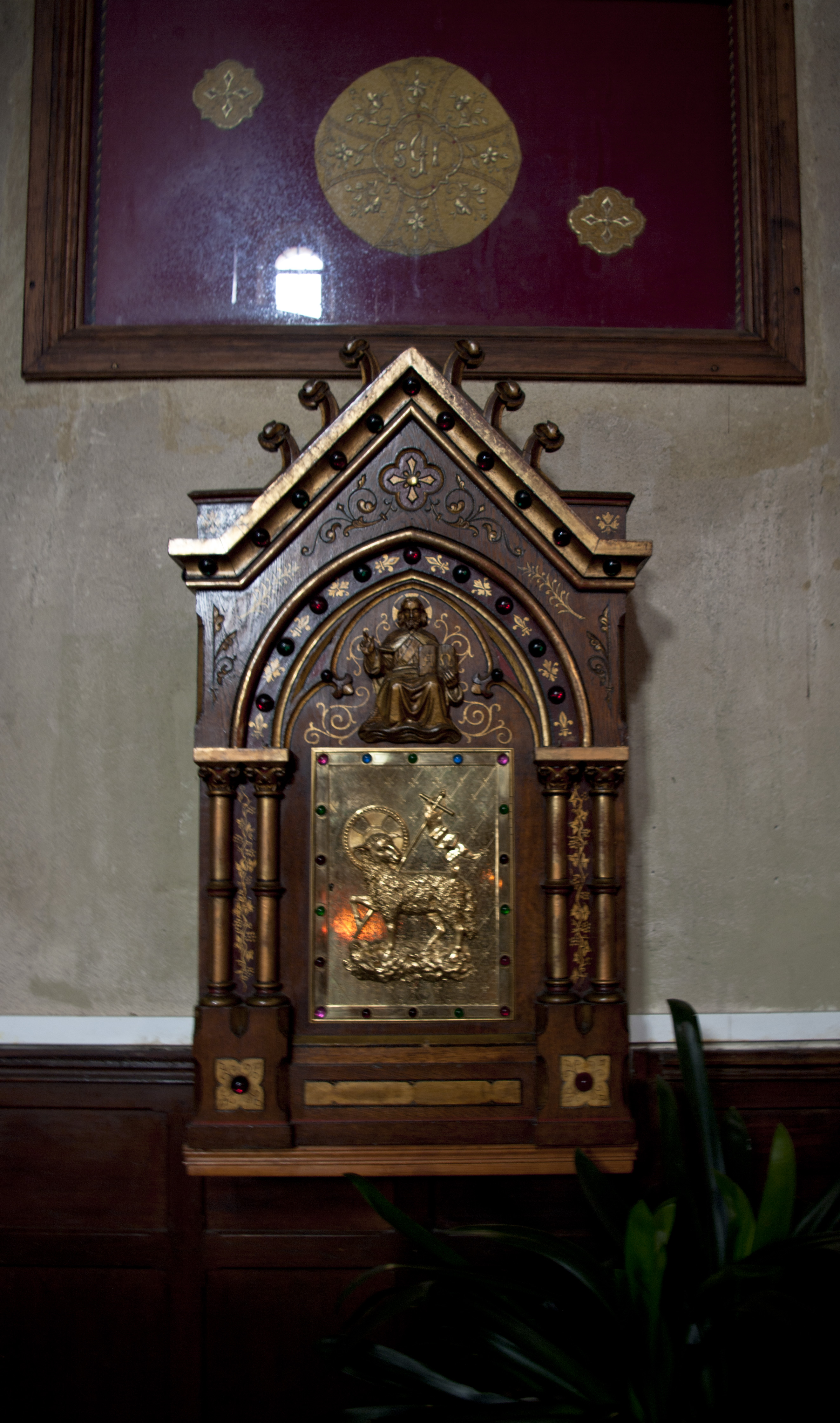
Le tabernacle.
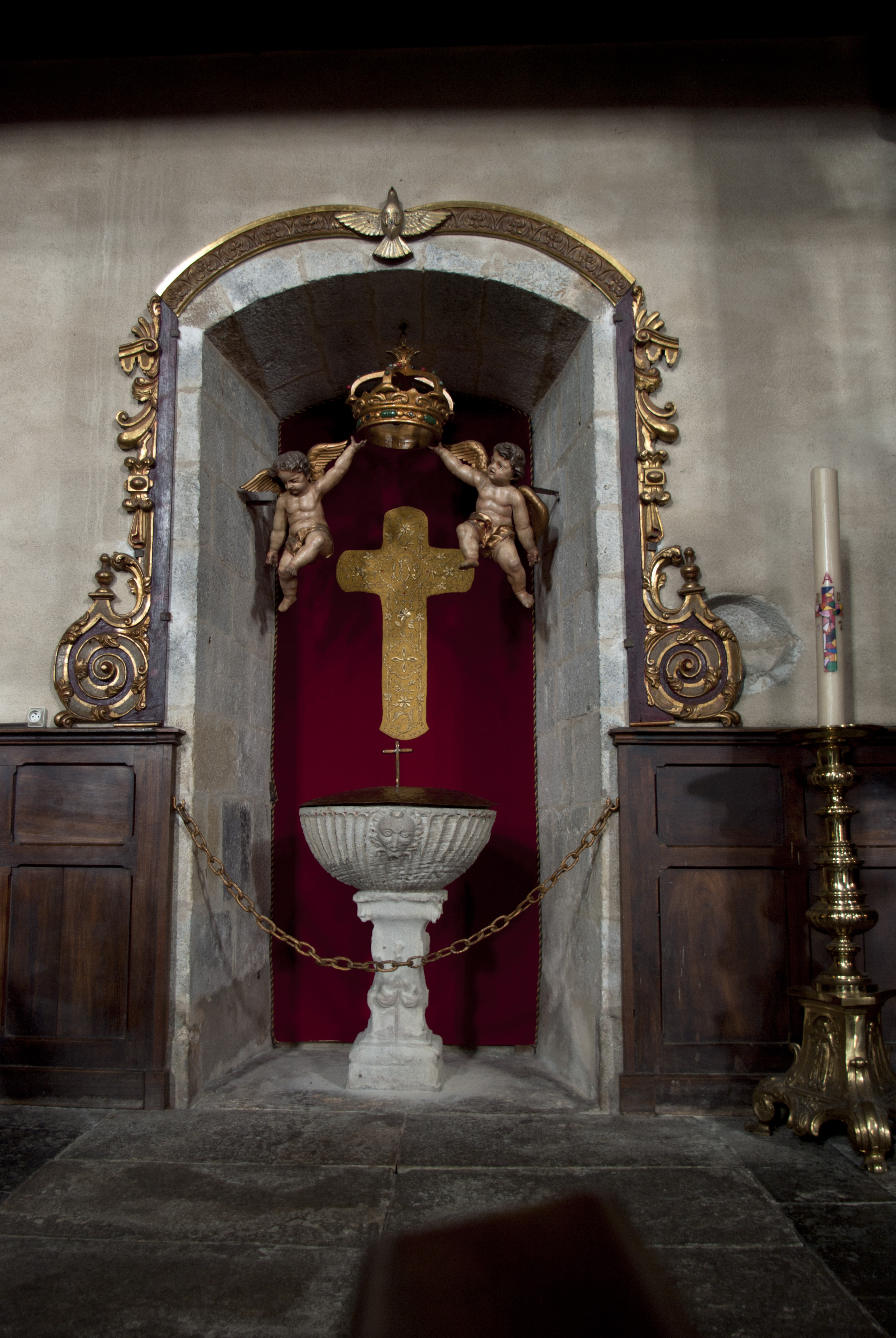
Fonts baptismaux.
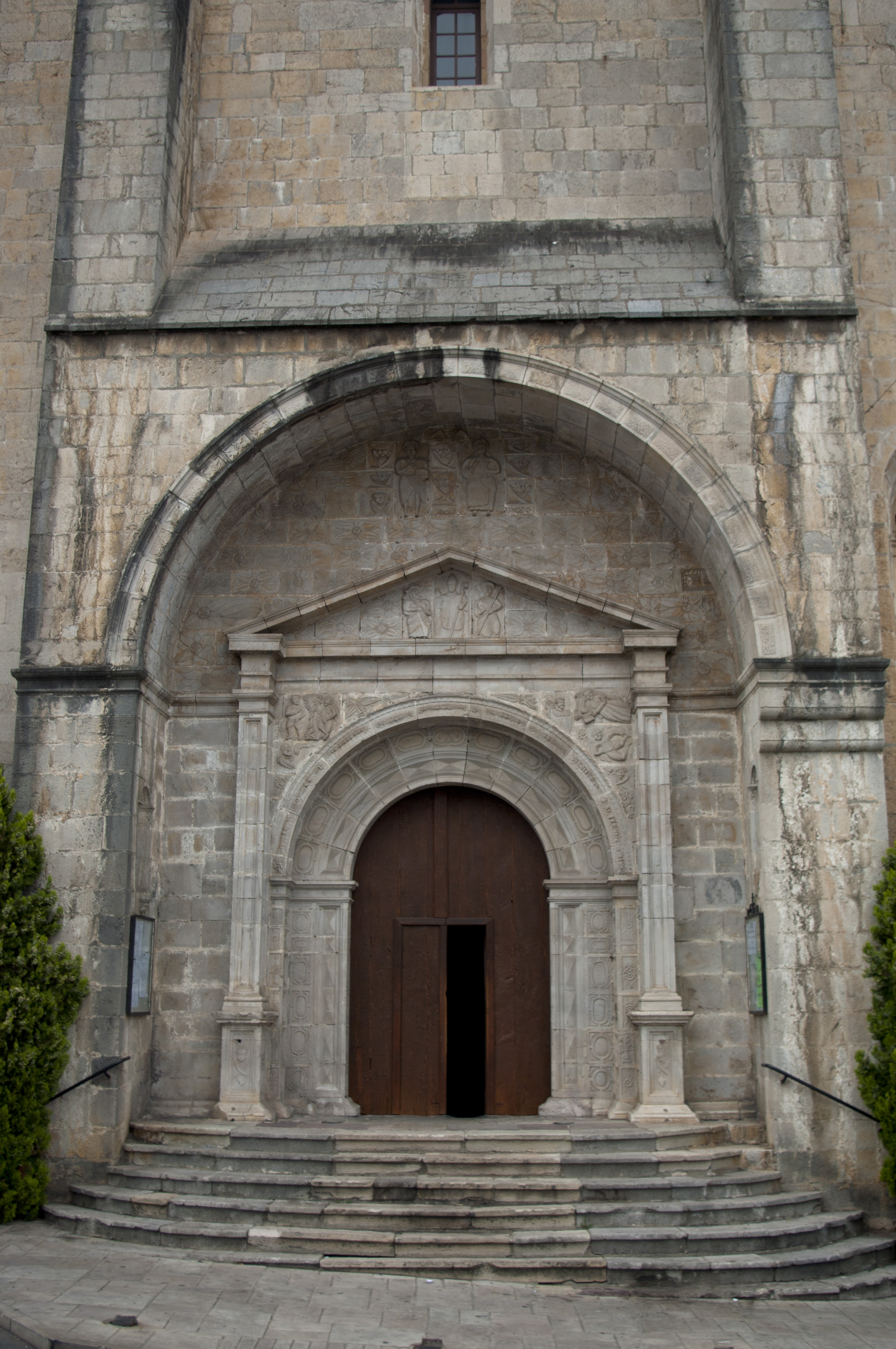
Le portail.
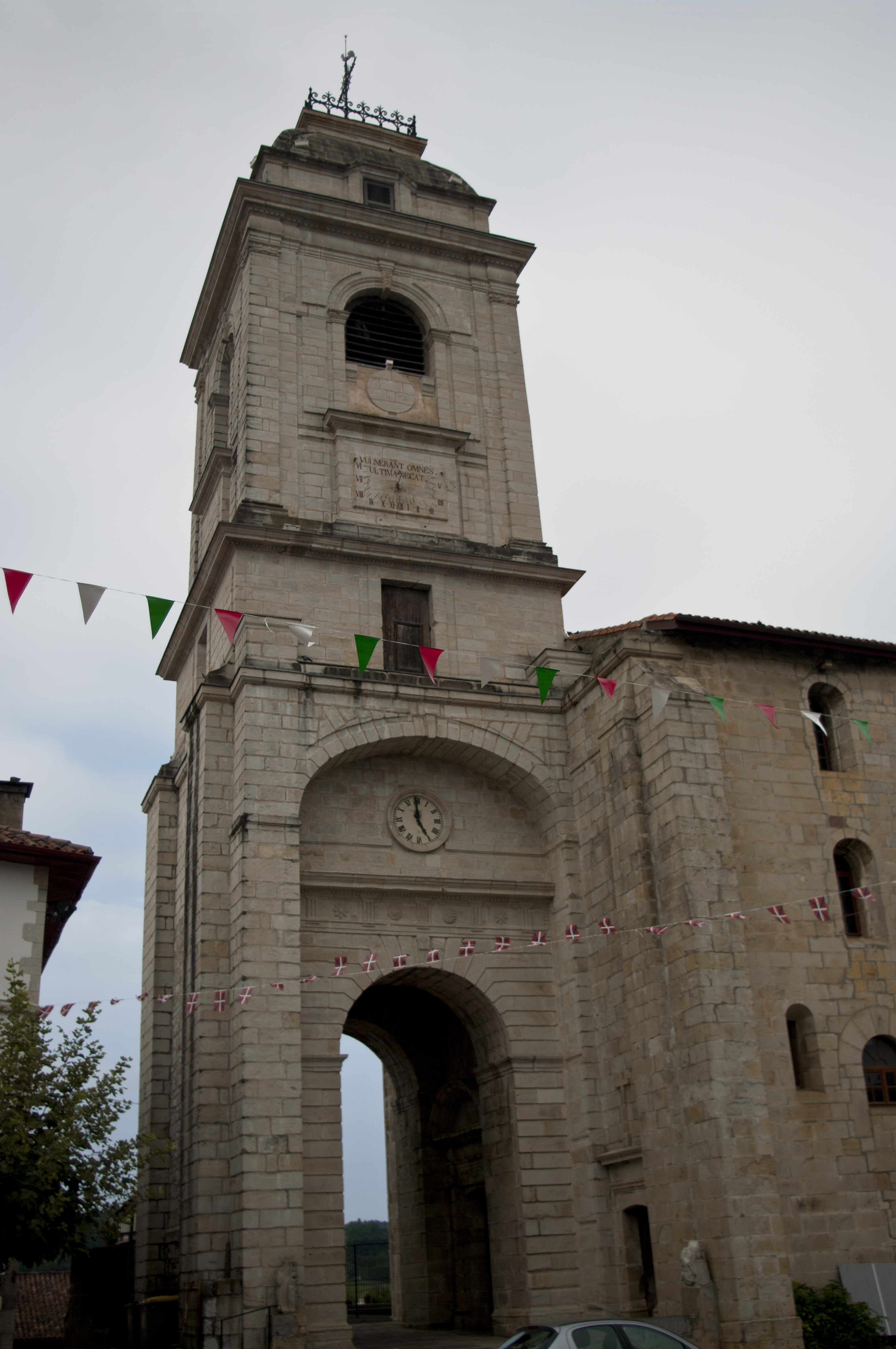
Le clocher.
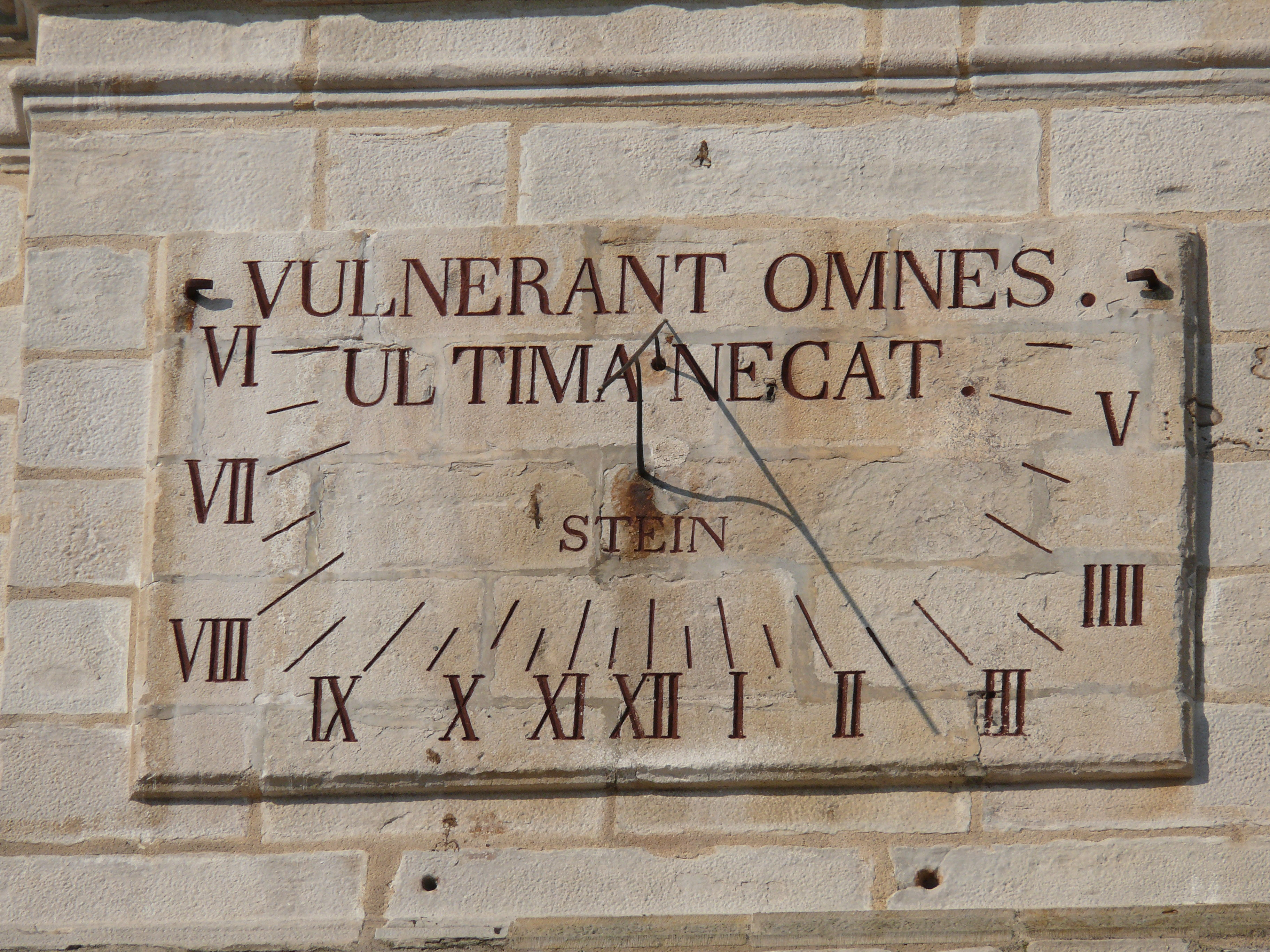
Le cadran solaire du porche.